# Куты (Стрыйский район)
Куты (укр. Кути) — село в Стрыйской городской общине Стрыйского района Львовской области Украины.
Население по переписи 2001 года составляло 185 человек. Занимает площадь 7,54 км². Почтовый индекс — 82421. Телефонный код — 3245.

## История
В 1946 году указом ПВС УССР село Кавчий Кут переименовано в Куты.